# Região Geográfica Imediata de Capanema
A Região Geográfica Imediata de Capanema é uma das 21 regiões imediatas do estado brasileiro do Pará, uma das 5 regiões imediatas que compõem a Região Geográfica Intermediária de Castanhal e uma das 509 regiões imediatas no Brasil, criadas pelo IBGE em 2017. É composta de 9 municípios:
| Capanema | 150006 | Bonito              |
| Capanema | 150006 | Capanema            |
| Capanema | 150006 | Nova Timboteua      |
| Capanema | 150006 | Peixe-Boi           |
| Capanema | 150006 | Primavera           |
| Capanema | 150006 | Quatipuru           |
| Capanema | 150006 | Salinópolis         |
| Capanema | 150006 | Santarém Novo       |
| Capanema | 150006 | São João de Pirabas |